# Сирцов Сергій Іванович
Сергій Іванович Сирцов (5 (17) липня 1893, Славгород Катеринославської губернії, тепер Дніпропетровської області — розстріляний 10 вересня 1937, Москва) — голова РНК РРФСР (1929—1930)., 1-й секретар Сибірського крайового комітету ВКП(б), заступник голови Ради Народних Комісарів Донської радянської республіки. Член ВЦВК і ЦВК СРСР. Кандидат у члени ЦК РКП(б) у травні 1924 — грудні 1927 року. Член ЦК ВКП(б) у грудні 1927 — грудні 1930 року. Кандидат у члени Політичного бюро ЦК ВКП(б) з 21 червня 1929 по 1 грудня 1930 року.

## Біографія
Народився в родині службовця. Батько служив прикажчиком, мати за походженням — селянка із села Славгорода.
- Навчався в Харківському комерційному училищі, у 1912 році закінчив Ростовське комерційне училище.
- У 1912 році вступив на економічне відділення Санкт-Петербурзького політехнічного інституту імператора Петра Великого. У 1916 виключений із інституту.
- Член РСДРП(б) з кінця 1913 року, вів соціал-демократичну пропаганду, спочатку серед студентів, з осені 1914 року — серед петроградських робітників.
- У 1914 році — член Невського районного комітету і пропагандистської колегії при ПК РСДРП. Був заарештований і засуджений до 9 місяців ув'язнення.
- У 1916 році знову заарештований і засланий в село Манзурка Іркутської губернії.
- Після Лютневої революції повернувся із заслання в Петроград. Направлений ЦК РСДРП(б) в Ростов-на-Дону. Учасник жовтневого перевороту 1917 року.
- У жовтні 1917 року —  голова Ростово-Нахічеванської ради та військово-революційного комітету (ВРК)
- У листопаді 1917 — лютому 1918 року — голова Донського обласного військово-революційного комітету по боротьбі із білокозаками. Керував каральними експедиціями проти козачого населення Дону.
- З березня по 30 вересня 1918 року — заступник голови Ради народних комісарів, комісар у справах народного господарства Донської радянської республіки.
- З серпня 1918 року — член Донського бюро ЦК РКП(б).
- У листопаді — грудні 1918 року — військовий комісар 12-ї армії РСЧА, член Революційної військової ради Південного фрпонту.
- У січні — квітні 1919 року — начальник відділу цивільного управління при Реввійськраді Південного фронту.
- У 1919—1920 роках — член Донського бюро ЦК РКП(б). Один з організаторів «розкозачування».

Тов. Сирцов пропонує по відношенню до південного контрреволюційного козацтва проводити терор; заселяти козачі хутори вихідцями з Центральної Росії…
<…>
Пропозиція т. Сирцова і резолюція Дон-Бюро про ставлення до козаків прийняті.
Був переконаний, що будь-яку співпрацю з козацтвом і залучення його на сторону революційної влади буде «змовою з контрреволюцією», «аграрна революція на Дону повинна полягати в повному руйнуванні економічного базису козацтва», «стирання будь-якої економічної межі між селянами і козаками» і «загальні умови змушують нас, йдучи назустріч селянам, за винятком самих верхівок, зробити їх своєю опорою у справі ліквідації козацтва», що випливає з його донесень і доповідей у ЦК.
- У червні 1920—1921 роках — відповідальний секретар Одеського губернського комітету КП (б) України.
- У березні 1921 року брав участь в придушенні Кронштадтського повстання, був помічником начальника політичного відділу Південної групи військ (Кронштадт).
- У 1921—1923 роках — завідувач обліково-розподільного відділу ЦК РКП(б).
- У лютому 1924 — 27 січня 1926 року — завідувач агітаційно-пропагандистського відділу ЦК РКП(б).
- У 1924 — березні 1926 року — редактор журналу «Комуністична революція», член Президії Комуністичної академії.
- У березні 1926 — травні 1929 року — 1-й секретар Сибірського крайового комітету ВКП(б).

### Кар'єра
Стрімке підвищення до посади в Москві в 1921 році може бути пояснене знайомством зі Сталіним. З іншого боку, підвищення могло бути обумовлене браком досвідчених партійних працівників, в той час, коли комуністична партія переживала істотне розширення.
Бувши головою Навчрозподілу (1921—1923), відповідав за ведення особистого обліку членів партії, що мало велику роль для роботи номенклатурної системи Центрального Комітету, і, ймовірно, повинен був мати робочі стосунки з безпосереднім начальником, Йосипом Сталіним.
На думку деяких істориків, Сирцов, разом з Лазарем Кагановичем та Андірєм Бубновим утворили про-Сталінську групу впливу в Комуністичній партії.
Призначення Сирцова Секретарем Сибірського Крайкому на заміну Станіслава Косіора, свідчить про те, що Сталін вважав його досить надійним, аби очолити партійну організацію в регіоні, який мав велике значення в часи міжпартійної боротьби.
На час роботи Сирцова в Сибірському крайкомі припала хлібозаготівельна криза 1927—1928 рр.

### Голова Ради народних комісарів РРФСР
З 18 травня 1929 по 3 листопада 1930 року — голова Ради народних комісарів РРФСР. У 20-і роки Сирцов активно боровся як проти троцькістсько-зінов'євської опозиції, так і проти «правого ухилу», але з 1929 року починає відкрито критикувати Сталіна. У 1929 році на засіданні РНК РРФСР він піддав критиці практику здійснення і темпи індустріалізації, а 1930 року поставив питання про переміщення Сталіна з посади генсека.
Сирцов називав Сталіна тупоголовою людиною, яка веде країну до загибелі.
У квітні 1930 року очолив так званий «право-лівацький блок».
Сирцов створив координаційний центр (І. О. Нусинов, В. А. Каврайський, Ю. А. Гальперін, В. А. Курц), який блокувався з групою члена ЦК партії В. В. Ломінадзе, в керівне ядро якого входили Л. А. Шацкін і В. Д. Рєзнік. Вони хотіли поставити питання про усунення Сталіна на найближчому пленумі, але один з керівників групи, Ломінадзе, видав їх плани Сталіну. Тому 3 листопада 1930 Сирцов був знятий з посади за «фракційну діяльність» і одночасно виведений зі складу Політбюро і ЦК ВКП (б) і спрямований на партійну роботу на Урал.
1 грудня 1930 року з'явилась спільна резолюція ЦК і ЦКК «Про фракційну роботу Сирцова, Ломінадзе та ін.» Сирцов і Ломінадзе були виключені з ЦК, а Шацкін з ЦКК.

### Останні роки
Перебував на господарській роботі. 
- З 1931 по 1935 рік — заступник голови правління акціонерного товариства «Експоліс», керівник тресту.
- У 1935—1937 роках — директор заводу № 12 в місті Електросталь Московської області[8].
- 19 квітня 1937 року заарештований. Військовою колегією Верховного суду СРСР засуджений до страти та розстріляний 10 вересня 1937 року.

## Реабілітація
Посмертно реабілітований військовою колегією Верховного суду СРСР 27 грудня 1957 року. Посмертно поновлений у членах КПРС Комітетом партійного контролю при ЦК КПРС 29 липня 1959 року.

## Нагороди
- орден Червоного Прапора (1921)

## Різне
- Персонаж роману Михайла Шолохова «Тихий Дон» (частини 5 і 6).[9]